# جمعان الدوسری
جمعان الدوسری (انگلیسی: Jamaan Al-Dossari؛ زادهٔ ۱۹ ژوئن ۱۹۸۷) یک ورزشکار اهل عربستان سعودی است.
از باشگاه‌هایی که در آن بازی کرده‌است می‌توان به باشگاه فوتبال النصر عربستان سعودی اشاره کرد.